# 聖馬力諾足球總會
聖馬力諾足球總會（義大利語：Federazione Sammarinese Giuoco Calcio，簡稱FSGC）是聖馬力諾的足球主管團體，總部設於聖馬力諾城，負責組織名為聖馬力諾足球錦標賽的業餘聯賽、蒂塔諾盃、聖馬力諾超級盃及聖馬力諾國家足球隊。
聖馬力諾足球總會亦協助成立了聖馬力諾足球會，該球隊現時在義大利第四級聯賽意大利足球丙二级联赛參賽。

聖馬力諾足球總會舊會徽

## 外部連結
- （意大利文） Official site （页面存档备份，存于）
- San Marino （页面存档备份，存于） at FIFA site
- San Marino （页面存档备份，存于） at UEFA site